# Andrzej Tretiak
Andrzej Wojciech Tretiak ps. Profesor T., Trzciński (ur. 8 czerwca 1886 we Lwowie, zm. 3 sierpnia 1944 w Warszawie) – polski filolog, historyk literatury angielskiej, profesor filologii angielskiej na Uniwersytecie Warszawskim, dyrektor programowy Sekcji Polskiego Radia Delegatury Rządu na Kraj.

## Życiorys
Był synem Józefa i Zofii z Wilczyńskich. Ukończył gimnazjum im. Króla Jana III Sobieskiego w Krakowie. Studiował na wydziale filologicznym Uniwersytecie Wiedeńskiego i na wydziale rolniczym Uniwersytetu Wrocławskiego. Ożenił się 15 stycznia 1914 roku z Adelą Świderską.
Był pierwszym profesorem filologii angielskiej na Uniwersytecie Warszawskim, w 1922 roku mianowano go profesorem nadzwyczajnym. W latach 1933–1939 był redaktorem czasopisma „Neofilolog”. Ogłosił liczne opracowania, wstępy i przekłady z literatury angielskiej, m.in. dwa Hamleta (1922) i Króla Lira (1923) Williama Shakespeare'a. Dramaty te inicjowały nową serię Biblioteki Narodowej, w której ukazały się jeszcze trzy tomy z innymi przekładami Shakespeare'a pod redakcją Tretiaka.
W roku akademickim 1939/40 prof. Andrzej Tretiak został dziekanem Wydziału Humanistycznego i podczas wojny sprawował dalej tę funkcję w podziemnych strukturach Uniwersytetu. Od 1942 roku był poszukiwany przez Niemców, opuścił Warszawę, w czasie powstania warszawskiego przyjechał do Warszawy, gdzie został zamordowany w 3. dniu powstania warszawskiego przez Niemców w swoim domu przy Nowym Zjeździe.
Był członkiem Towarzystwa Naukowego Warszawskiego. W latach 20. i 30. XX wieku mieszkał w Domu Profesorów przy ul. Nowy Zjazd 5 w Warszawie. Należał do Stowarzyszenia Mieszkaniowego Spółdzielczego Profesorów Uniwersytetu Warszawskiego.

## Ważniejsze prace
| Książki - John Harrington (1910) - Środki artystyczne sceny szekspirowskiej (1925) - Literatura angielska w okresie romantyzmu (1928) - Lord Byron (1930). Przekłady - Ballada o Więzieniu w Reading (Oscar Wilde, 1911) - Szkice (Ralph Waldo Emerson). Redakcje - Szekspira: Hamlet, Król Lear, Burza, Otello, Makbet - Byrona: Powieści poetyckie, Kain, Manfred - Walter Scotta: Vaverley. | Artykuły - Marlowe i Mickiewicz - O. Wilde, - R. H. Benson - Charakterystyka sztuki angielskiej - G. B. Shaw - W. Blake - Przedromantyzm angielski - Beniowski w Anglii - J.M. Barrie - G.K. Chesterton - Tomasz Morus - Hilary Belloc - Galsworthy jako dramaturg - Al. Meyrsell i Thompson - Saga o Forsytach. |